# Poligamia
|  | No s'ha de confondre amb poligàmia. |

Poligamia és el segon àlbum d'estudi de la banda espanyola Los Piratas. Es va publicar l'any 1995 per la Warner Music Group i va comptar amb la producció de Juan Luis Giménez, membre de Presuntos Implicados. Es va enregistrar en els estudis Studio Du Manoir de Lon, i AC Estudios de València.
El disc va representar un punt d'inflexió per la banda a nivell comercial, especialment gràcies al tema «Promesas que no valen nada» perquè va esdevenir l'himne més important de la banda. Van demostrar una clara evolució en el so tot i que encara era un treball irregular, i malgrat ser el disc més rocker i contundent, van començar a introduir samples en les cançons.
Van comptar amb la col·laboració de Mikel Erentxun i Diego Vasallo, membres de Duncan Dhu, en el senzill «Tu perro guardián», i van versionar el tema «Dime que me quieres», original de Tequila.

## Llista de cançons
| Núm.          | Títol                        | Durada |
| ------------- | ---------------------------- | ------ |
| 1.            | «Reality show»               | 4:16   |
| 2.            | «El mundo de Wayne»          | 3:56   |
| 3.            | «Mi tercer pie»              | 4:15   |
| 4.            | «Promesas que no valen nada» | 3:40   |
| 5.            | «Tu perro guardián»          | 3:40   |
| 6.            | «Condenado»                  | 4:20   |
| 7.            | «Kina»                       | 4:54   |
| 8.            | «Loco»                       | 4:14   |
| 9.            | «Sintiendo calor»            | 4:41   |
| 10.           | «Dime que me quieres»        | 3:30   |
| 11.           | «La sal»                     | 4:23   |
| 12.           | «Suso Martínez Romero»       | 4:32   |
| 13.           | «Viviendo en el modo "D"»    | 5:27   |
| Durada total: | Durada total:                | 55:48  |

## Crèdits
| Los Piratas - Paco Seren - Pablo Álvarez - Alfonso Román - Javier Fernández (Hall 9000) - Raúl Quintillán - Iván Ferreiro | Músics addicionals - Borja Zulueta: veus addicionals (cançó 7) - Vicente Sabater: piano elèctric, percussió, bucles, sampler, programació (cançons 4, 13) - Diego Vasallo: guitarra acústica (cançó 4) - Mikel Erentxun: guitarra acústica, veu (cançó 5) - Juan Luis Giménez: guitarra, veus addicionals, guimbarda (cançons 4, 8, 11) |

Equip tècnic
- Producció: Juan Luis Giménez
- Enginyeria: Vicente Sabater
- Ajudant d'enginyeria: Benito Gil
- Mescles: Tony Taverner, Vicente Sabater
- Disseny i il·lustració: Los Piratas, Paco Canales
- Fotografia: Paco Serén, José Luis Santalla